# Warface

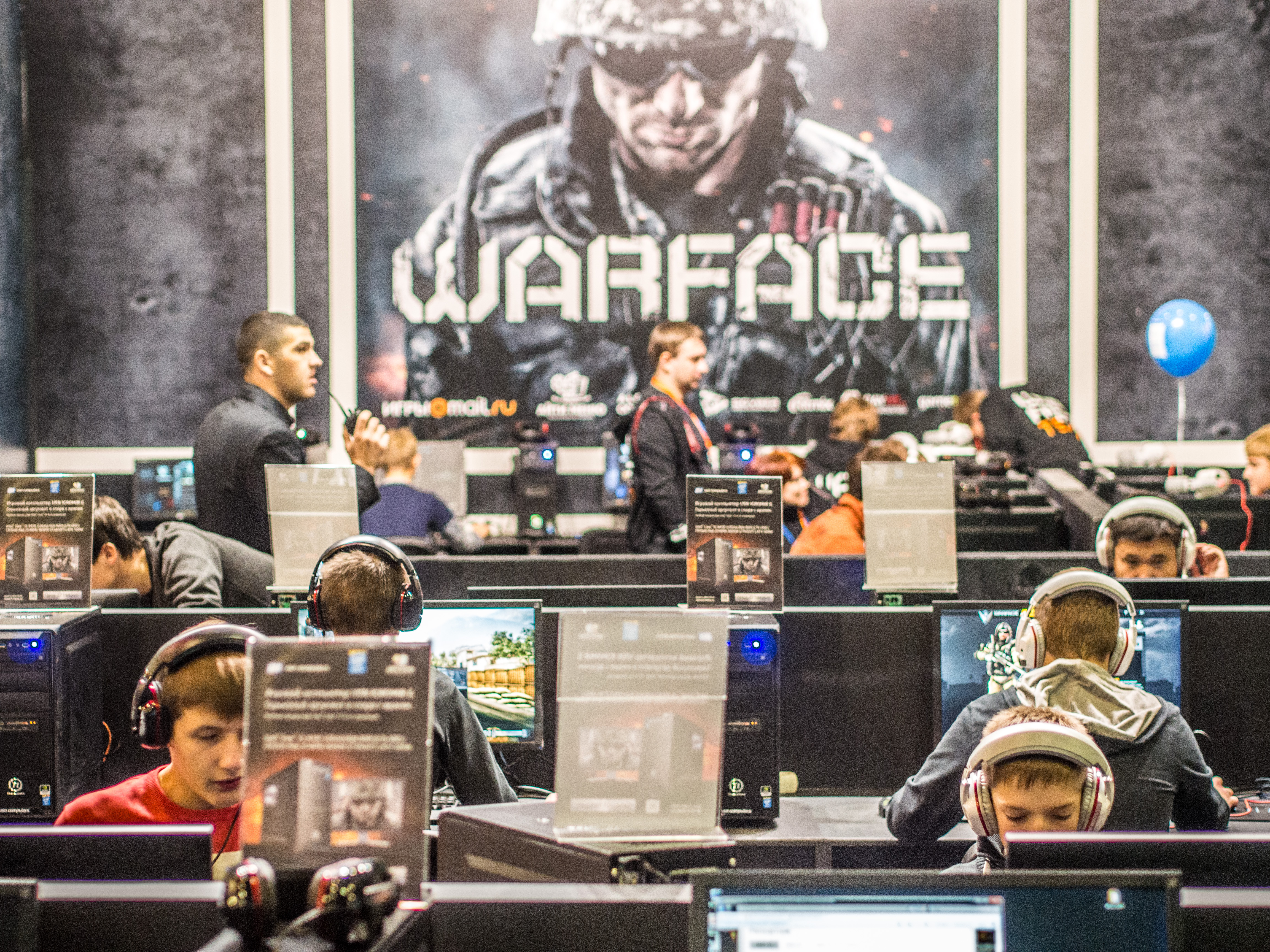
Evento de Warface en IgroMir 2013.

Warface es un videojuego de disparos en primera persona (FPS) desarrollado inicialmente por Crytek y desde 2018 por MY.GAMES (parte de Mail.ru Group). Se distribuyó originalmente por Tencent Holdings, Nexon Corporation, Mail.Ru, Trion Worlds, Level Up! Games y Microsoft Studios. Fue lanzado el 21 de octubre de 2013 para Microsoft Windows, el 22 de abril de 2014 para Xbox 360 (actualmente retirada de la tienda), el 14 de agosto de 2018 para PlayStation 4, el 9 de octubre para Xbox One y el 17 de febrero de 2020 para Nintendo Switch. Cuenta con juego cruzado entre consolas, así como entre las distintas tiendas de PC donde está disponible (Steam, MY.GAMES Store, Epic Store...) y recibe actualizaciones continuas en forma de temporadas y parches con nuevo contenido.

## Jugabilidad
Cuenta con una jugabilidad que aumenta la sensación de inmersión en los combates. Por ejemplo, para acceder a lugares altos, precisaras de la ayuda de un compañero, que se colocará agachado y te impulsará. De la misma forma, tus compañeros podrán ayudarte a reincorporarte al combate si has sido incapacitado por un enemigo. Para correr o saltar se consumirá energía, la cual se regenerará una vez se deje de correr por un breve periodo de tiempo o permanezca quieto. Existe la habilidad para deslizarse por el suelo mientras se corre. Puedes personalizar tus armas en medio del combate, colocándoles mirillas, empuñaduras o silenciadores, adaptando el arma al gusto del jugador. Cuenta con un sistema de recompensas, en las que se debe seleccionar entre tres proveedores qué tipo de elemento que planea liberar (armas, blindaje o accesorios) los cuales podrán ser utilizado como equipo. Los equipos permanente que se obtienen perderán durabilidad basada un porcentaje. Los Blindajes no perderán ningún bono al perder porcentaje, al menos que llegue a 0%, entonces estos quedaran inutilizables al menos que se reparen con Dólares Warface. las Armas primarias o secundarias al bajar cierta cantidad de porcentaje comenzarán a perder estadísticas tales como daño, precisión entre otras. los Accesorios no pierden durabilidad. También se puede aumentar de rango, fama y de prestigio con la ayuda del sistema de retos. A medida que se van completando los retos, se desbloquearan nuevas marcas y se conseguirán insignias y estandartes para personalizar la presentación de jugador visible en las salas de espera y pantallas de cargas de las partidas.

## Modos de juego

### Cooperativo
Las misiones cooperativas son lo que diferencian al videojuego de otros videojuegos similares. El equipo de cinco jugadores (Warface) deberá abrirse paso luchando contra la inteligencia artificial (Blackwood) para así poder cumplir el objetivo de la misión elegida. La cooperación y la distribución de las clases entre los jugadores es fundamental en este modo de juego. El equipo ideal contiene un jugador de cada clase. Las misiones pueden variar ya sean de: Escoltar un vehículo, derribar algún vehículo enemigo, acabar con enemigos de una zona, defender un puesto de comando, entre otras. En la mayoría de misiones habrá distintas etapas en las cuales se podrán acceder al terminar una y subir a un helicóptero con su equipo. En los Puntos de Control se reabastecerá a los jugadores de munición, salud, escudos y se revivirán a los aliados muertos si hubo alguno.

### Operaciones Especiales
Son un tipo de misiones que consisten en eliminar a los enemigos pero a diferencia de las Misiones Cooperativas (Co-Op) se debe pagar 1 moneda de entrada (Se tienen 10 por día) para ingresar a cada una de estas misiones. Según el nivel de dificultad elegido (fácil, normal, difícil y pesadilla) las recompensas varían y como adición, no siempre se cuenta con todos los mapas posibles, cada cierto tiempo colocan nuevos mapas y remueven viejos, asimilando un sistema de rotación de mapas. Actualmente existen los mapas de "Atraco", "Enjambre", "Marte",  "Punta de lanza, Emboscada, Zenit, Maratón (Pico helado)", "Anubis", "Hydra", "Amanecer", "Rompehielos", "Black Shark", "Apagón", "Cibehorda", "Pripyat", "Blackwood", "Terremoto" y "Asalto a la torre (El cuartel general)".

### Versus
Se trata de un modo de juego competitivo clásico en el que los jugadores juegan en distintos modos de juego, los cuales son:
- Escaramuza
- Dominación
- Coloca la bomba
- Asalto
- Batalla campal
- Recolector
- Destrucción
- Captura
- Blitz
- Battle Royale

## Clases
Cada clase cuenta con un equipamiento personalizado de accesorios, según la clase puede variar, pero todos cuentan con armas secundarias que sirven como apoyo después del arma principal, enseguida las armas cuerpo a cuerpo, que vienen siendo tipos de armas afiladas para una defensa más cercana, por último, existen los detonantes o explosivos que no todos son los mismos para cada clase.

### Fusilero
En inglés "Rifleman". Es un soldado que está equipado para luchar a distancias cortas y medias por lo general, con un alto índice en armas de fuego y daño causado al enemigo. Su característica especial es poder dar munición tanto a sí mismo como a su equipo.

### Ingeniero
En inglés "Engineer". Esta clase está equipada con una sub-ametralladora (SMG). Su característica especial es reparar la armadura de él y la de su equipo, es capaz de plantar minas y revivir a un SED caído.

### Médico
En inglés "Medic". Esta clase está equipada con una escopeta. Su característica especial es curarse a él y a sus compañeros de equipo. También puede revivir a compañeros de equipo caídos en batalla.

### Francotirador
En inglés "Sniper". Esta clase está equipada con un rifle de largo alcance. No tiene característica especial, aunque puede proporcionar apoyo a las tropas.

### SED
Esta clase cumple con el rol de "tanque" dentro del juego. Se trata de un avanzado robot equipado con una ametralladora pesada y lanza granadas. Su característica especial es poder soportar grandes cantidades de daño antes de ser inhabilitado, trepar grandes muros sin necesitar ayuda de un compañero y ser incapaz de ser derribado. Sin embargo, es vulnerable a los ataques cuerpo a cuerpo y posee una velocidad de movimiento significativamente inferior a la de las demás clases.

## Mapas
Hay varios mapas en los que se pueden jugar:
- Base de Blackwood
- Blackgold
- Armagedón
- Villa fortificada
- Sirius
- Muelle
- Granja
- Granja al ocaso
- Hangar
- Depósito
- Cantera
- Fábrica
- Destino
- Bosque
- Santuario
- Arena Roja
- Construcción
- Residencia
- Plataforma
- Hawkrock
- Motel
- Centro urbano
- Mamba negra
- D17
- D18
- Búnker
- Coliseo
- Mojave
- Zona de exclusión
- Guerra urbana
- Caravanas
- Parque de caravanas
- Cruce
- Estación
- Zona fantasma
- Hollywood
- Torres
- Faro
- Colina Alta
- Invasión
- Mamba negra
- Puerto
- Icebound
- Calle ancha
- Búnker
- Tren
- Distrito
- Fábrica
- Palacio
- Patio
- Puentes
- Pyramid
- Infiltración
- Travesía
- Construcción
- Bajo cero

## Recepción
El videojuego ha conseguido varios premios y ha batido un récord. 

### Premios
- Premio Runeta - Ganador 2012

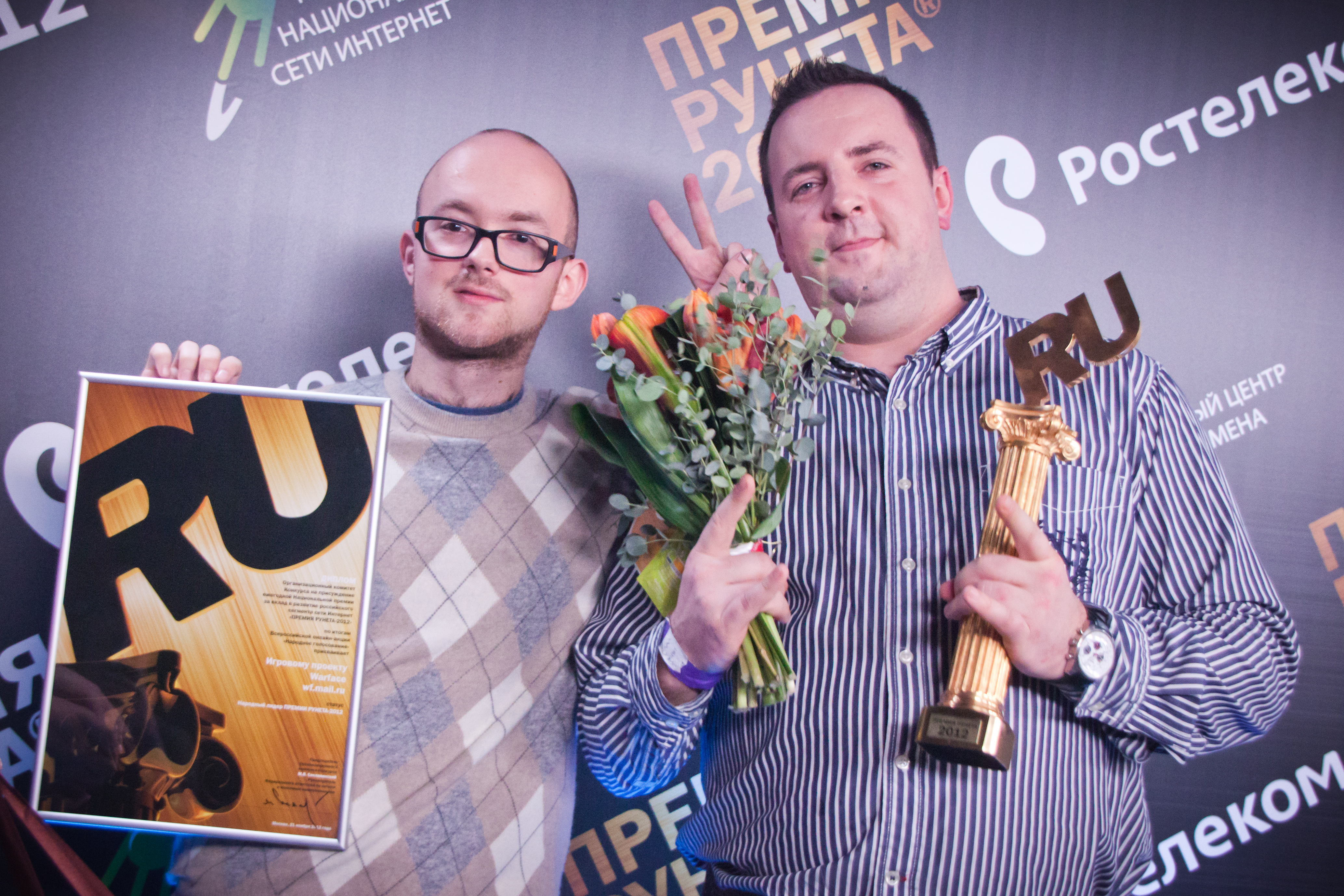
El Premio Runeta del 2012.

- The European Games Awards "The EGA" - Tercer puesto del 2012
- Inven - Inven Award Best FPS 2012 "Premio Inven al Mejor FPS del 2012"
- Gamescom - Gamescom Award 2012 "Premio Gamescom del 2012"
- Gamescom - Gamescom Award Best Social Game 2012 "Premio Gamescom al Mejor Juego Social del 2012"
- Gamescom - Gamescom Award Best Casual Game 2012 "Premio Gamescom al Mejor Juego Casual del 2012"
- Gamescom - Gamescom Award Best Online Game 2012 "Premio Gamescom al Mejor Juego Online del 2012"
- KRI - KRI Award Best Game 2012 "Premio KRI al Mejor Juego de 2012"
- KRI - KRI Award Best Graphics 2012 "Premio KRI al Juego con los mejores gráficos de 2012"
- IGN Italia - Best of Gamescom 2013 "Mejor de la Gamescom del 2013"

### Récords
- Libro Guinness de los récords - Mayor cantidad de jugadores conectados simultáneamente en un servidor FPS (145,012 en el Servidor Alfa, ubicado en Rusia).

## Detalle
El juego posee con varios servidores, ubicados en Europa y Norteamérica.
Servidores en Europa:
- Luxemburgo
- Hong Kong
- Singapur - Cerrado

Servidores en Norteamérica:
- Washington - Cerrado
- Hong Kong
- San José - Cerrado
- Singapur - Cerrado
- Dallas - Cerrado

Servidores en Sudamérica:
- Sao Paulo

Actualmente en el juego 
- Se implementó el aumento de Tickrate en los servidores a 60.
- Actualmente, se está haciendo el pase de batalla "Legends" el cual tienes acceso con la compra del pase ya sea en su versión básica de .80€ o versión prémium de 5€.
- La tienda se va actualizando semanalmente con armas y cosméticos.
- Actualmente solo existen los servidores de Luxemburgo, Honk Kong y Sao Paulo.

## Requisitos

### Requisitos Mínimos
- Requiere un procesador y un sistema operativo de 64 bits
- SO: Windows 10, Windows 11
- Procesador: Core i3-530 / AMD Athlon II X3 415e
- Memoria: 4 GB de RAM
- Gráficos: GeForce 250 GTS / Radeon HD 4850
- DirectX: Versión 10
- Red: Conexión de banda ancha a Internet
- Almacenamiento: 35 GB de espacio disponible
- Tarjeta de sonido: DirectX Compatible Sound Card with latest drivers

### Requisitos Recomendados
- Requiere un procesador y un sistema operativo de 64 bits
- SO: Windows 10, Windows 11
- Procesador: Core i5 3470 / AMD Athlon 240GE
- Memoria: 6 GB de RAM
- Gráficos: GeForce 1050 Ti / Radeon R9 380
- DirectX: Versión 11
- Red: Conexión de banda ancha a Internet
- Almacenamiento: 35 GB de espacio disponible
- Tarjeta de sonido: DirectX Compatible Sound Card with latest drivers